# La fata
La fata è un brano musicale composto e interpretato da Edoardo Bennato, contenuto nell'album Burattino senza fili del 1977.

## Testo e significato
e tu regina o fata, tu

non puoi pretendere di più»
(Edoardo Bennato - La fata)
Nel concept album Bennato dedica dei brani a vari personaggi della storia. Il brano della Fata vorrebbe rappresentare l’universo femminile da sempre soggetto a vessazioni da parte dell’uomo, colei che da sempre paga di più e che se cerca di liberarsi rischia di essere tacciata come strega.
Gli archetipi di fata o strega nella canzone sono come metafore per l'atteggiamento della società nei confronti delle donne che non si conformano ai ruoli e alle aspettative tradizionali.

## Musicisti

### Versione in studio suBurattino senza fili
- Edoardo Bennato – voce
- Tony Di Mauro – chitarra
- Gigi De Rienzo – basso
- Tony Esposito – batteria, percussioni
- Ernesto Vitolo – piano
- Robert Fix – sax